# Zork: Grand Inquisitor
Zork: Grand Inquisitor est un jeu vidéo d'aventure. Il a été publié par Activision en 1997. C'est le dernier jeu paru dans la série Zork ; cet épisode, qui mélange film interactif et jeu d'aventure, renoue avec l'humour qui caractérise les premiers jeux de la série.

## Synopsis
Port Foozle vient d'être envahi par l'inquisition, qui met en place un régime autoritaire, bannit la magie, et établit un couvre-feu ; partout, des hautparleurs diffusent bruyamment la propagande qui invite les nouveaux sujets à respecter l'autorité du Grand Inquisiteur Yannick.
L'aventure commence en périphérie de Port Foozle, une seconde avant le début du couvre-feu. Après avoir erré dans les rues désertes du port, le joueur découvre une vieille lanterne magique où s'est réfugiée l'essence du magicien Dalboz, qui fut le dernier Maitre du donjon et que le Grand Inquisiteur a tenté de tuer. Mais la possession d'un objet magique est passible de totémisation (cette punition consiste à enfermer pour l'éternité la victime dans un petit totem) : le joueur fuit donc la ville, puis découvre l'une des entrées secrètes du Grand Empire Souterrain.
Le joueur apprend rapidement qu'il doit restaurer les trois types de magie qui existaient pour mettre fin à la tyrannie du Grand Inquisiteur : il faut retrouver la Noix de coco de Quendor, le Crâne de Yoruk, et le Cube du fondement pour rétablir la magie suprême, la magie profonde, et la moyenne magie. Hélas, ces objets sont perdus dans le passé, qui ne peut être exploré qu'en empruntant des tunnels temporels... Heureusement, le joueur découvrira les totems de trois personnages qui savent où récupérer la noix de coco, le crâne, et le cube.

## Système de jeu
Le jeu se contrôle principalement à la souris : le curseur change de forme en fonction des actions possibles (déplacements, interactions avec les objets ou le décor) ; le bouton gauche permet de déclencher une action ; en positionnant le curseur en haut de l'écran, le joueur accède à l'inventaire (à gauche), au menu du jeu (au centre : enregistrer, restaurer, préférences, quitter), aux sorts connus (à droite). Le clavier n'est utilisé que pour quelques raccourcis.
Le jeu fonctionne comme son prédécesseur Zork Nemesis : la technologie Activision « Z-Vision » simule une vue à 360° des lieux visités ; la technologie « QSound Virtual Audio » produit un son stéréo ; des acteurs en incrustation vidéo incarnent les personnages dans les scènes qui dévoilent progressivement l'intrigue.
L'aventure est conçue de façon à la fois logique et humoristique : il y a de nombreux clins d'œil aux épisodes précédents de la série Zork, certaines situations farfelues ressemblent à celles imaginées par les Monty Python, certaines énigmes ne peuvent être résolues qu'en appréhendant les choses « de façon différente », quelques-uns des personnages rencontrés n'hésitent pas à se moquer des efforts du joueur (« Oh, bien sûr, il n'y a qu'à puiser dans l'inventaire... Quelque chose va finir par marcher... »), les sorts déclenchent des effets inattendus (ainsi, le sort IGRAM rend invisibles les objets violets et le sort KENDALL simplifie les instructions), la mort du joueur est commentée par un message parfois clairement sarcastique, et bien d'autres choses encore.

## Distribution
- Erick Avari : le Grand Inquisiteur Yannick
- Dirk Benedict : l'aventurier Antharia Jack
- Rip Taylor : Wartle
- Amy Jacobson : Lucy Tête-Plate
- Oliver Muirhead : un garde de l'inquisition
- Earl Schuman : un garde âgé de l'inquisition (et un barman)
- Jordana Capra : l'enchanteresse Y'Gael
- Don Gibb : le videur Floyd
- Douglas Carrigan : le préposé à la totémisation

## Accueil
- Adventure Gamers : 4,5/5[1]